# Stenhypena adustalis
Stenhypena adustalis är en fjärilsart som beskrevs av George Francis Hampson 1893. Stenhypena adustalis ingår i släktet Stenhypena och familjen nattflyn. Inga underarter finns listade i Catalogue of Life.